# Pagana platysoma
Pagana platysoma is een pissebed uit de familie Trachelipodidae. De wetenschappelijke naam van de soort is voor het eerst geldig gepubliceerd in 1983 door Taiti & Ferrara.